# Pícids
Els pícids són una família d'ocells de l'ordre dels piciformes que comprèn 223 espècies, la major part de les quals són conegudes habitualment amb el nom de picot o pigot i picacarrasques. Tenen una distribució cosmopolita, amb l'excepció d'Austràlia, Madagascar i les regions polars extremes. Poden ser sedentàries o migratòries;

## Morfologia
Trets principals
- Fan entre 8 i 56 cm de llargària.

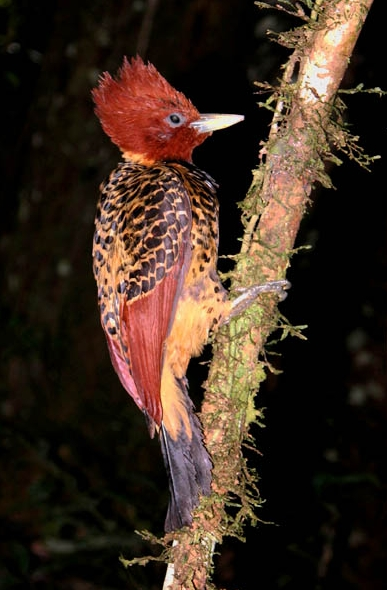
Celeus spectabilis

- Bec fort, subcònic, recte o lleugerament corb.
- Llengua molt llarga i capaç de ser projectada enfora gràcies a una important modificació del hioide que la manté.
- Dotze rectrius.

El plomatge de la majoria de les espècies és predominantment verd brillant, morat i taronja, encara que molts carpinteritos mostren una certa quantitat de groc i rosa. En els picots moltes espècies mostren parts vermelles i beix al cap i l'abdomen. Els membres de la família Picidae tenen forts pics, per a trepar i tamborinejar en els arbres, i llengües fines, punxegudes i amb petites truges, per a extreure el menjar. Els pics dels picots són habitualment més forts, llargs i esmolats que els dels carpinteritos i torçacolls, encara que la seva morfologia és molt similar.
Tant els picots com els fusterets i torçacolls que viuen a Àfrica posseeixen peus zigodàctils, és a dir, amb quatre dits, dos apuntant cap endavant i dos cap enrere. Aquesta distribució dels dits és molt útil per a agafar-se a les branques i troncs dels arbres en els quals viuen.
El picot menjaglans (Melanerpes formicivorus), per a tenir aliment en l'hivern, guarda una provisió de glans suficients, per a això practica orificis en els arbres, on guarda solament una gla en cada forat, de tal mode que practiquen milers de forats en els troncs dels arbres. També claven amb força l'aliment en la fusta i vigilen que altres ocells no els hi robin.
El picot negre (Dryocopus martius) és un dels picots més grans del món. Pot trepar fins a 15 cm en la fusta buscant menjar.
El fuster imperial (Campephilus imperialis) era l'ocell més gran del món d'aquesta família. Mesurava 60 cm, s'alimentava de cucs, larves i insectes i habitava la Sierra Madre Occidental de Mèxic. Aquest ocell, avui probablement extinta, va ser en algun moment considerada endèmica, fins que la tala indiscriminada dels arbres on habitava el van portar a la seva desaparició.
A Veracruz, Mèxic als ocells piciformes se'ls coneix com chéjere i en la zona de la Huasteca com chénchere.
Les espècies d'aquesta família posseeixen la capacitat de picotejar vint vegades per segon i dotze mil vegades al dia en total; poden fer això perquè compten amb un os darrere del seu bec i davant del seu cervell que els permet el ressort. Així mateix, tenen un os hioide connectat amb les fosses nasals que cobreix el seu crani i que té una funció de cinturó de seguretat, i així no sofreixen anomalies en picotejar.

## Reproducció
Tots dos progenitors treballen per construir el niu, covar els ous i alimentar els pollets. Tot i així, en la majoria de les espècies, és el mascle qui realitza el buidatge de la cavitat del niu i qui cova els ous durant la nit.
Generalment, ponen 2-5 ous blancs, que seran covats durant 11-14 dies abans de l'eclosió dels pollets.

## Alimentació
Mengen insectes que troben a l'interior dels arbres.

## Distribució geogràfica
Tenen una distribució cosmopolita (llevat d'Austràlia, Madagascar i les regions polars). També són absents d'algunes de les illes oceàniques del món, tot i que moltes espècies insulars es troben a les illes continentals. Els veritables picots, subfamília Picinae, es distribueixen per tota la distribució de la família. Els picotets Picumninae tenen una distribució pantropical, amb espècies al sud-est asiàtic, Àfrica i els Neotròpics, amb la diversitat més gran a Sud-amèrica. La segona subfamília de picotets, les Sasiinae, conté el picotet africà i dues espècies del gènere Sasia que es troben al sud-est asiàtic. Els collstorts (Jynginae) es troben exclusivament al Vell Món, i les dues espècies es troben a Europa, Àsia i Àfrica.
La majoria dels picots són sedentaris, però es coneixen alguns exemples d'espècies migratòries, com ara el picot de ventre vermell, el xuclador de ventre groc, i el colltort, que es reprodueix a Europa i a l'oest d'Àsia i migra al Sahel d'Àfrica a l'hivern. Les poblacions més septentrionals de picot de Lewis, picot escapulat oriental, picot de Williamson, picot pit-roig i picot de clatell vermell es mouen cap al sud a la tardor a Amèrica del Nord. La majoria dels moviments dels picots es poden descriure com a dispersius, com quan els ocells joves busquen territoris després d'abandonar la parella, o eruptius, per escapar de les dures condicions meteorològiques. Diverses espècies són migrants altitudinals, per exemple el picot garser frontgrís, que es trasllada a les terres baixes des dels turons durant l'hivern. Els picots que migren, ho fan durant el dia.

## Costums
Poden ser sedentaris o migratoris (algunes espècies romanen al mateix territori durant anys, mentre que d'altres viatgen grans distàncies entre les zones de reproducció i les d'hivernada). També són monògams.

## Taxonomia

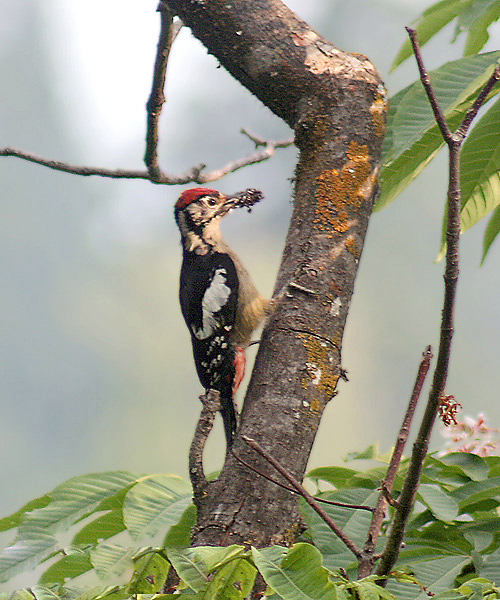
Dendrocopos himalayensis fotografiat a l'Índia

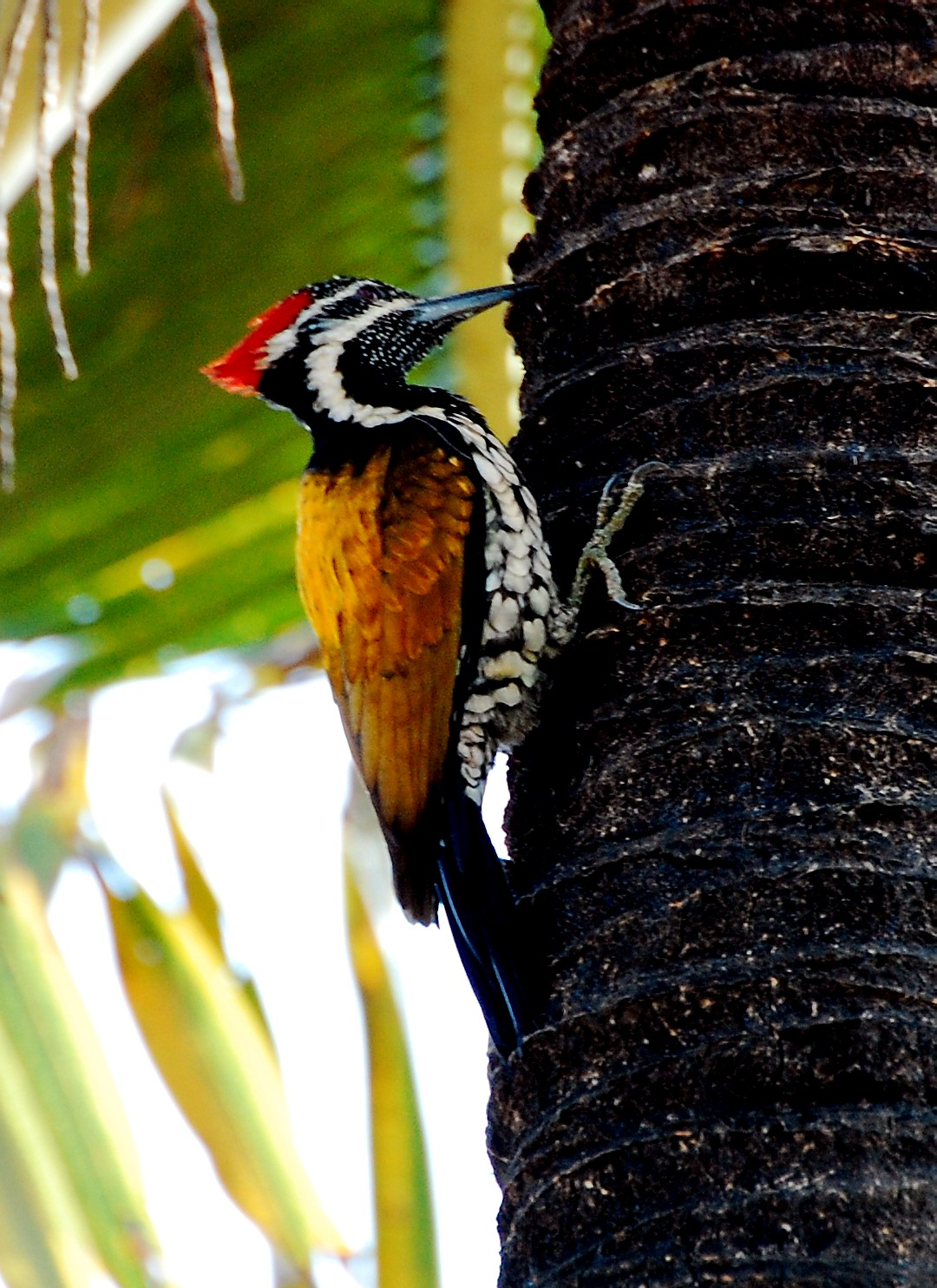
Dinopium benghalense fotografiat a l'estat indi de Kerala

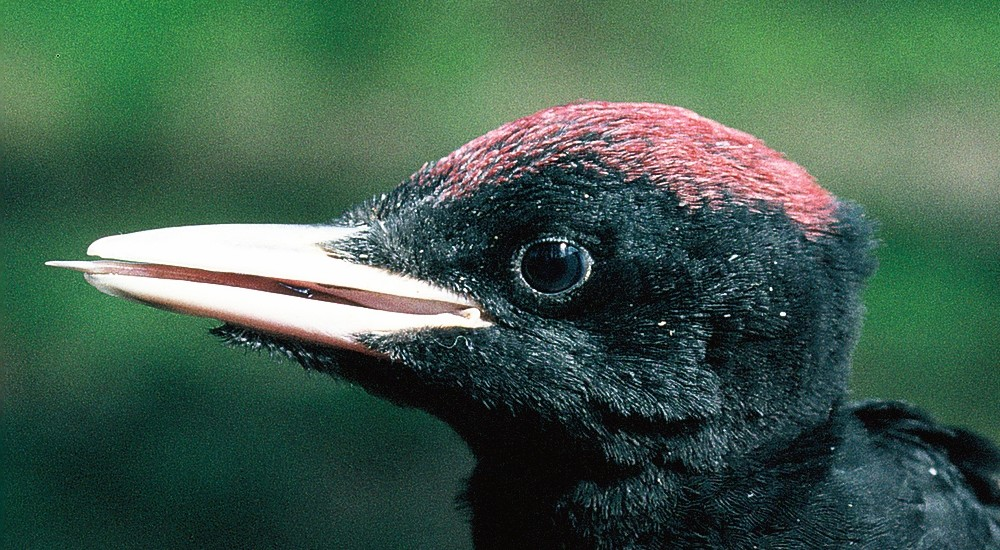
Picot negre (Dryocopus martius) fotografiat a la Picardia, França

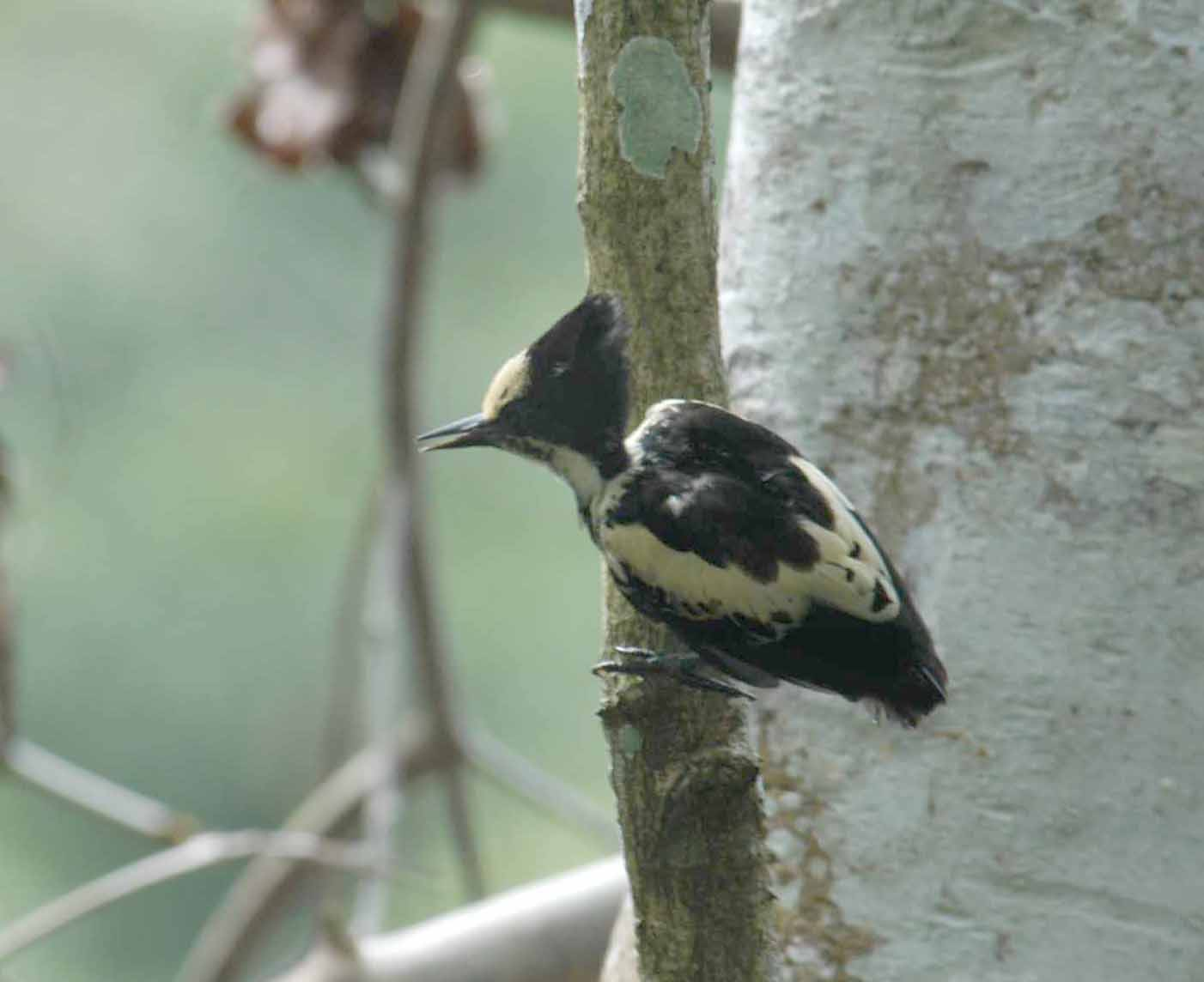
Hemicircus canente fotografiat a Tailàndia.

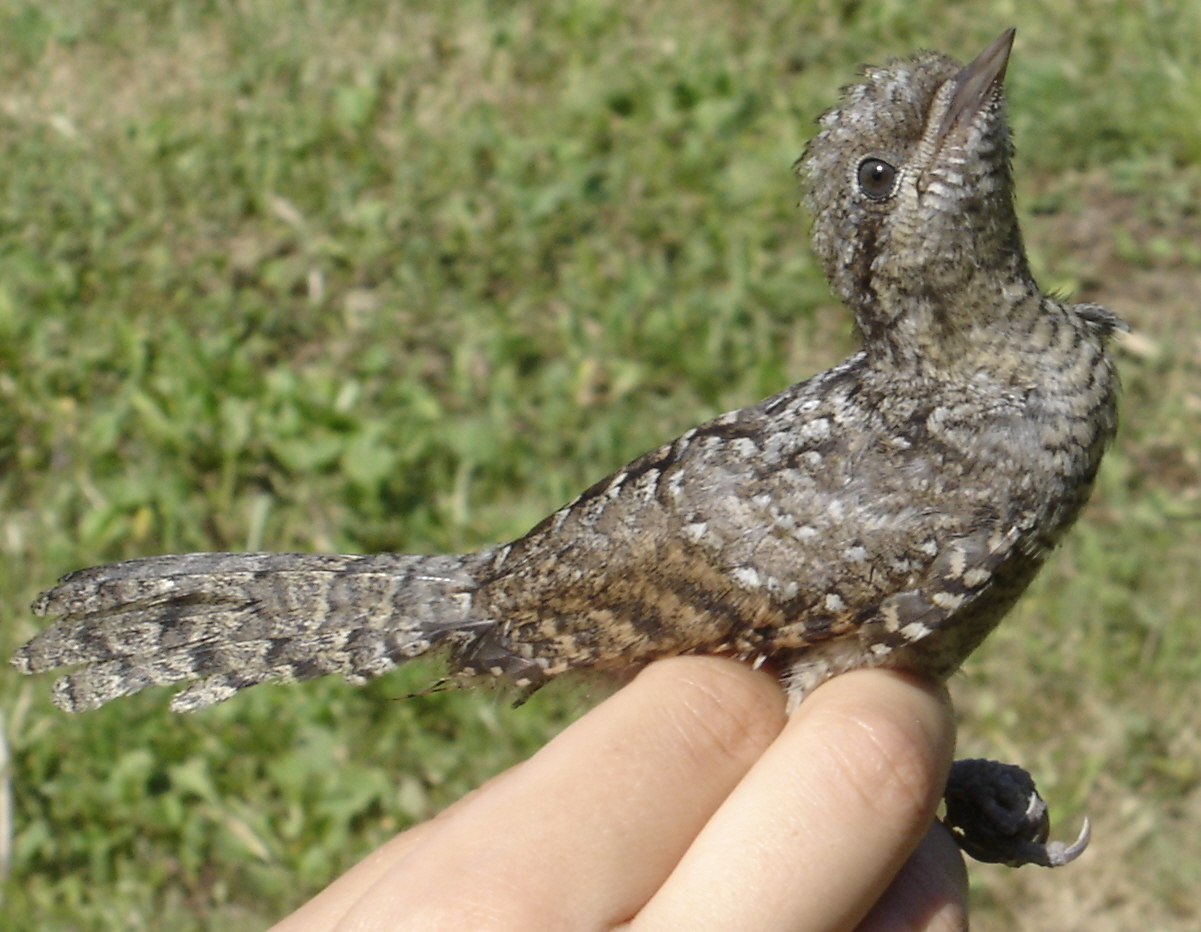
Exemplar immadur de colltort (Jynx torquilla)

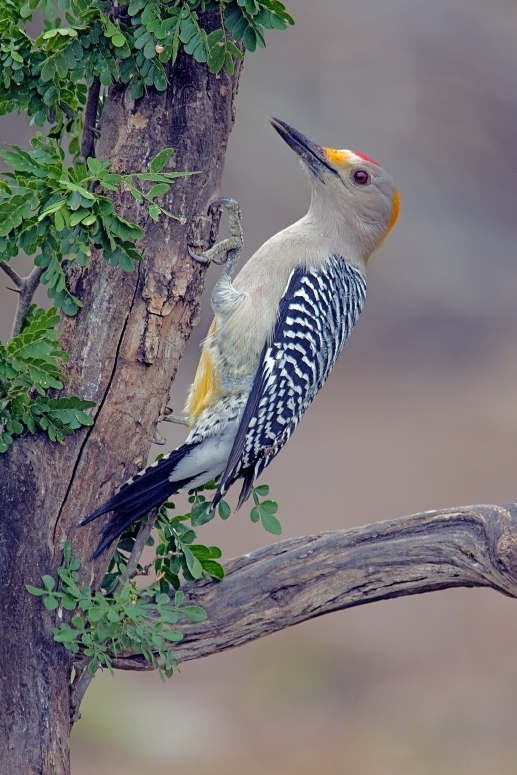
Melanerpes aurifrons fotografiat a Texas

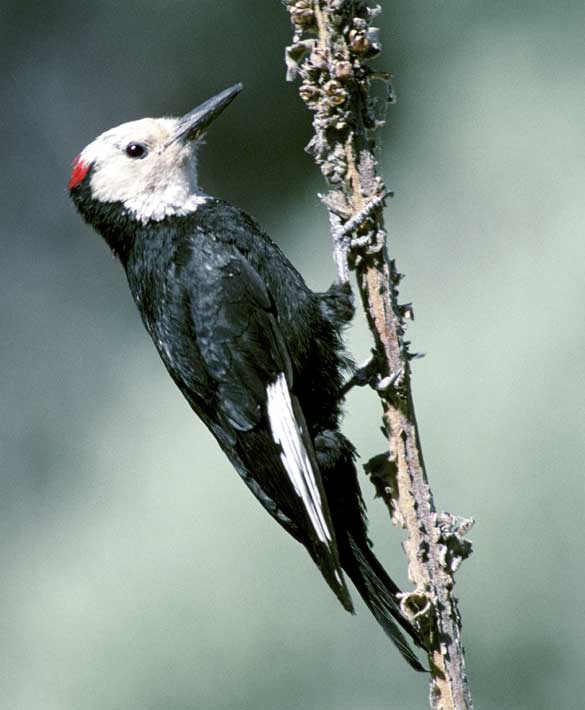
Picoides albolarvatus

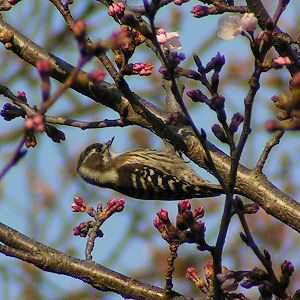
Dendrocopos kizuki fotografiat al Japó

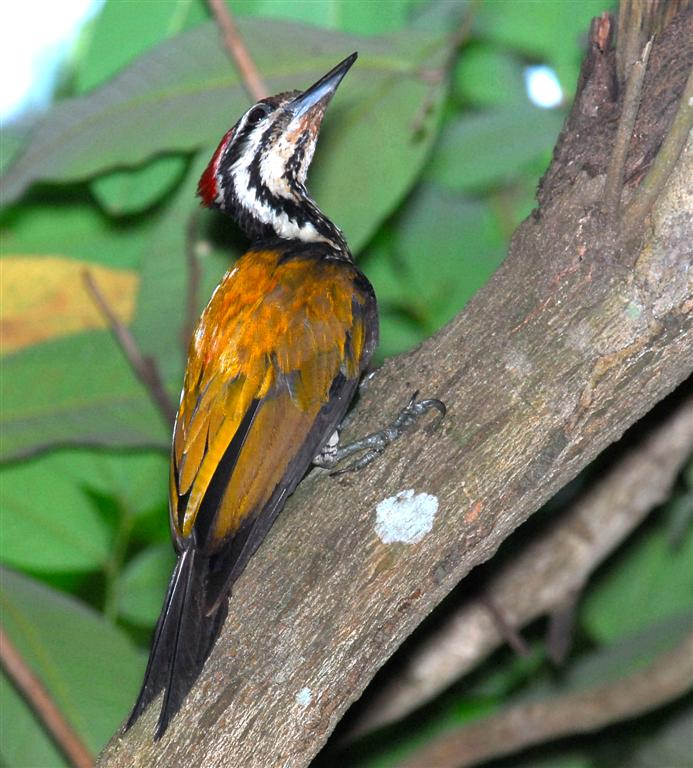
Dinopium javanense

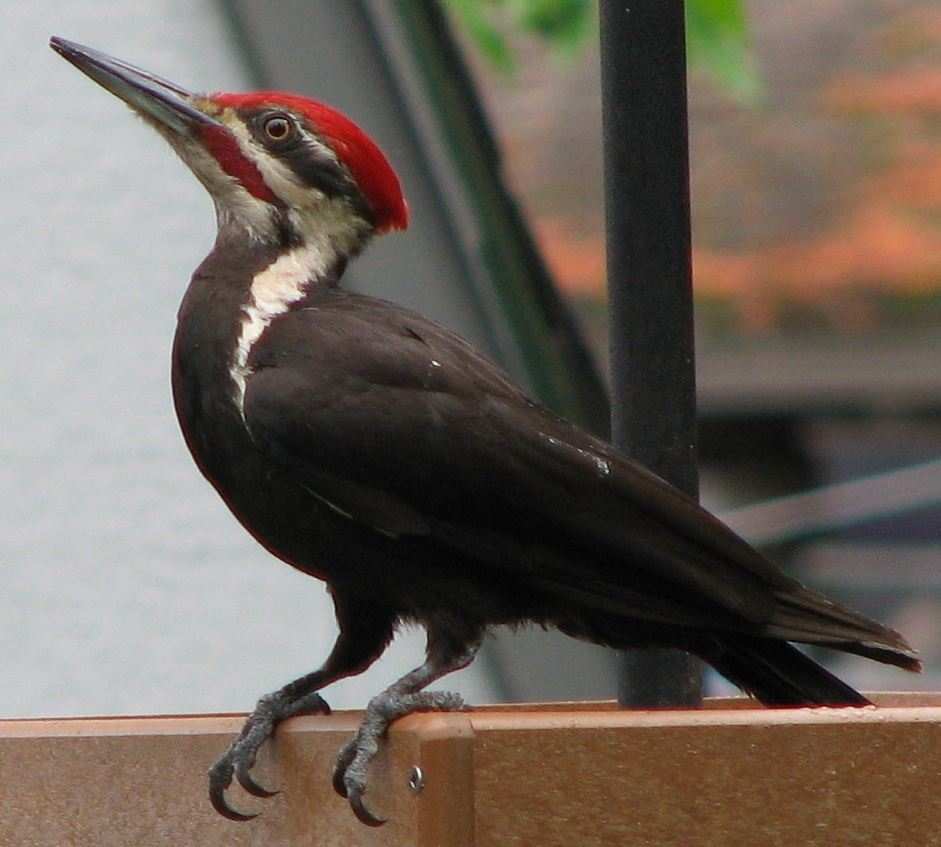
Dryocopus pileatus

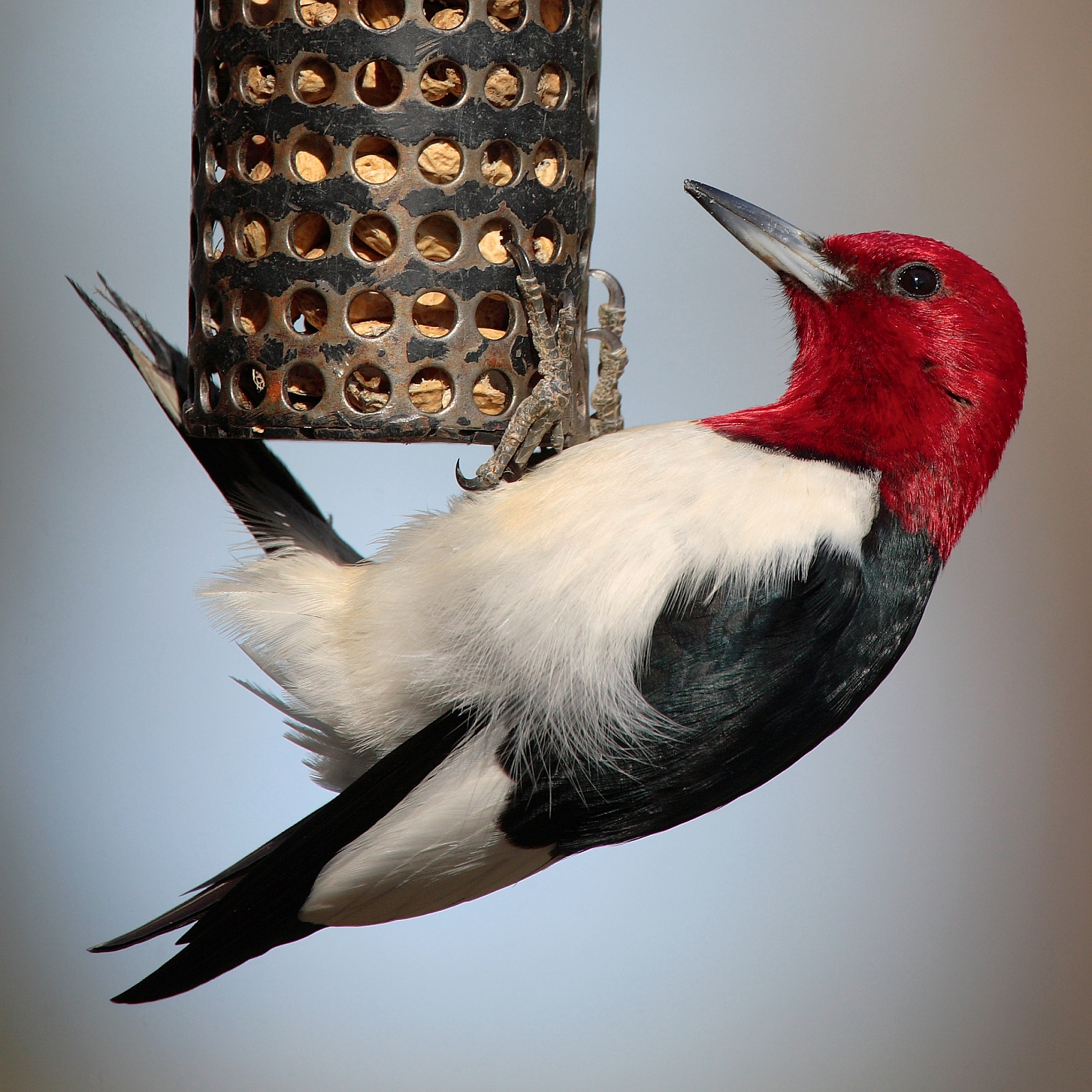
Melanerpes erythrocephalus fotografiat a Ontario (Canadà)

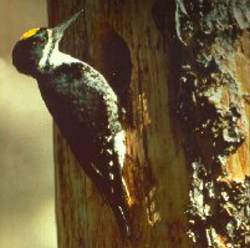
Melanerpes erythrocephalus fotografiat a Alaska

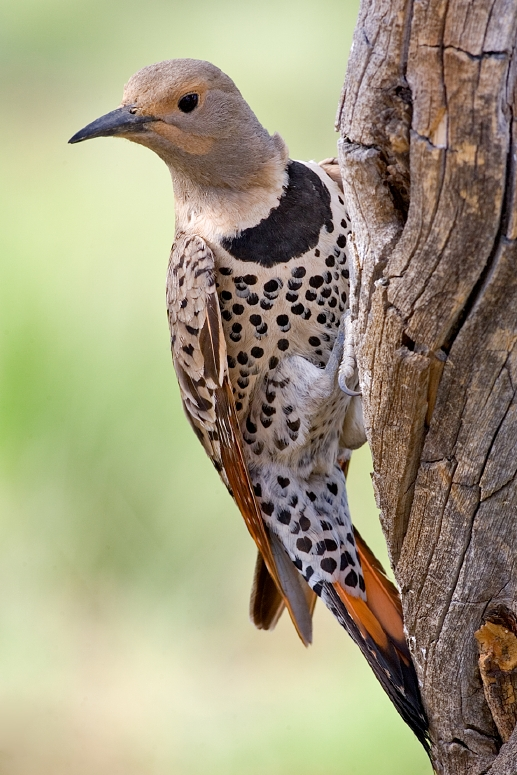
Colaptes auratus fotografiat a Oregon, Estats Units

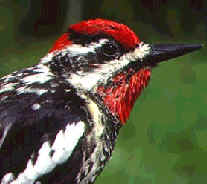
Picot de clatell vermell, Sphyrapicus nuchalis

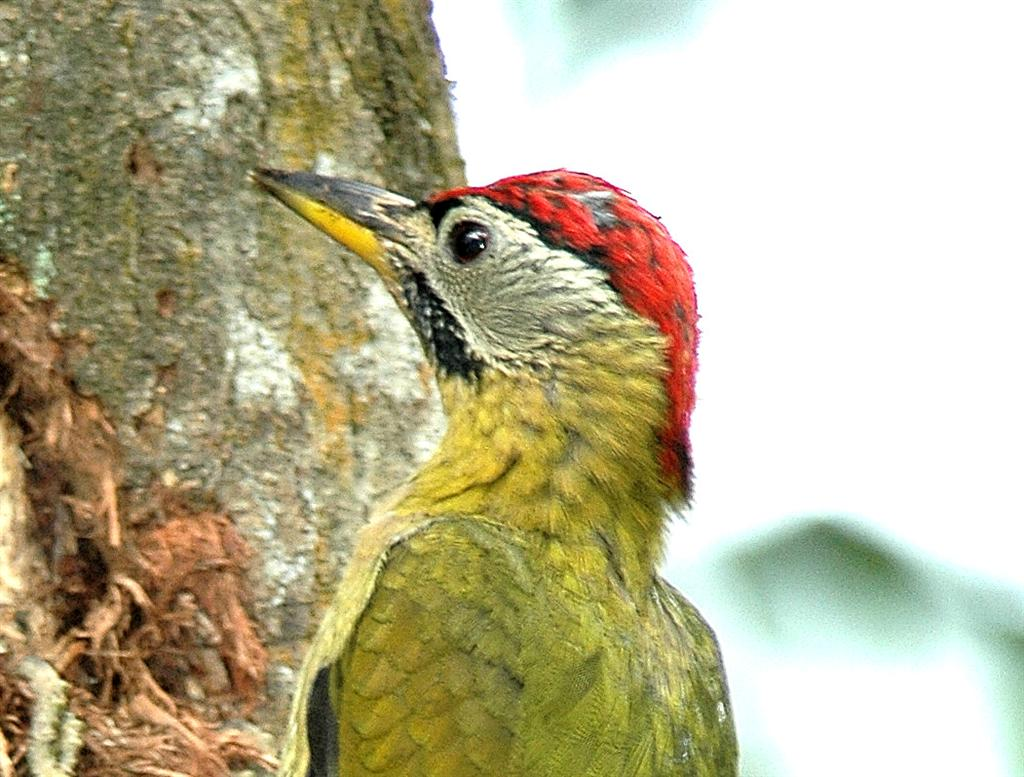
Picus vittatus

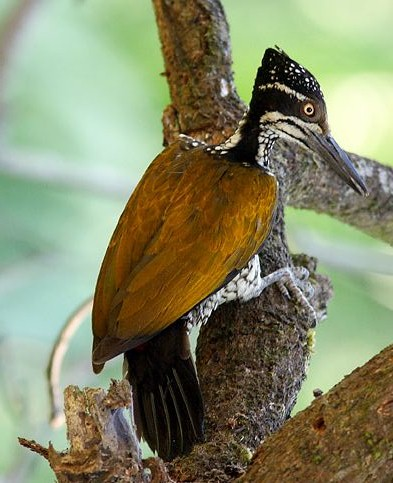
Chrysocolaptes lucidus

Els pícids han estat classificats en 33 gèneres i 254 espècies.
- Subfamília Jynginae, amb un gènere i dues espècies.
  - Gènere Jynx, amb dues espècies.
- Subfamília Picumninae, amb tres gèneres i 30 espècies.
  - Gènere Verreauxia, amb una espècie: picotet africà (Verreauxia africana).
  - Gènere Sasia, amb dues espècies.
  - Gènere Picumnus, amb 27 espècies.
- Subfamília Nesoctitinae, amb un gènere i una espècie.
  - Gènere Nesoctites, amb una espècie: picotet de la Hispaniola (Nesoctites micromegas).
- Subfamília Picinae, amb 28 gèneres i 221 espècies.
  - Gènere Hemicircus amb tres espècies.
  - Gènere Campephilus, amb 12 espècies.
  - Gènere Blythipicus, amb dues espècies.
  - Gènere Chrysocolaptes, amb 9 espècies.
  - Gènere Dinopium, amb 6 espècies.
  - Gènere Gecinulus, amb dues espècies.
  - Gènere Micropternus, amb una espècie: picot rogenc (Micropternus brachyurus).
  - Gènere Meiglyptes, amb 4 espècies.
  - Gènere Chrysophlegma, amb 4 espècies.
  - Gènere Geocolaptes, amb una espècie: picot terrestre (Geocolaptes olivaceus).
  - Gènere Campethera, amb 13 espècies.
  - Gènere Picus, amb 15 espècies.
  - Gènere Piculus, amb 7 espècies.
  - Gènere Colaptes, amb 19 espècies.
  - Gènere Celeus, amb 14 espècies.
  - Gènere Hylatomus, amb 5 espècies.
  - Gènere Mulleripicus, amb 4 espècies.
  - Gènere Dryocopus, amb tres espècies.
  - Gènere Sphyrapicus, amb 4 espècies.
  - Gènere Xiphidiopicus, amb una espècie: picot arlequí (Xiphidiopicus percussus).
  - Gènere Melanerpes, amb 23 espècies.
  - Gènere Picoides, amb 10 espècies.
  - Gènere Dendropicos, amb 17 espècies.
  - Gènere Leiopicus, amb tres espècies.
  - Gènere Dryobates, amb 6 espècies.
  - Gènere Leuconotopicus, amb 6 espècies.
  - Gènere Veniliornis, amb 14 espècies.
  - Gènere Dendrocopos, amb 13 espècies